# Ri Yong-ho (nhà ngoại giao)
Ri Yong-ho (tiếng Triều Tiên: 리용호; Hancha: 李勇虎; 李勇浩; phát âm tiếng Hàn Quốc: [ɾi.joŋ.ɦo]; phiên âm tiếng Việt: Lý Dũng Hạo; sinh ngày 10 tháng 7 năm 1956) là chính trị gia và nhà ngoại giao Cộng hòa Dân chủ Nhân dân Triều Tiên. Ông giữ chức Bộ trưởng Bộ Ngoại giao Bắc Triều Tiên từ năm 2016. Ông cũng là Ủy viên Ủy ban Trung ương Đảng Lao động Triều Tiên khóa VII, Ủy viên Bộ Chính trị Đảng Lao động Triều Tiên và đại biểu Hội đồng Nhân dân Tối cao khóa XIII.
Ri được biết đến là nhà đàm phán khéo léo với kinh nghiệm trong việc đàm phán với Hoa Kỳ về chương trình hạt nhân của Bắc Triều Tiên. Đặc biệt, ông đã đứng đầu các nhà thương thuyết của Bắc Triều Tiên tại Đàm phán Sáu bên. Sự nghiệp ngoại giao của ông kéo dài hơn 30 năm, bao gồm những chức vụ trong các đại sứ quán khác nhau. Ri giữ chức Đại sứ tại Vương quốc Anh từ năm 2003 đến năm 2007.

## Thời niên thiếu và giáo dục
Ri sinh năm 1956; cha của ông là Ri Myong-je, trợ lý thân cận của gia tộc Kim Nhật Thành và cựu biên tập viên Thông tấn xã Trung ương Triều Tiên. Ri tốt nghiệp Trường Trung học Namsan ưu tú ở Bình Nhưỡng năm 1973. Ông học chuyên tiếng Anh tại Đại học Ngoại ngữ Bình Nhưỡng.

## Sự nghiệp

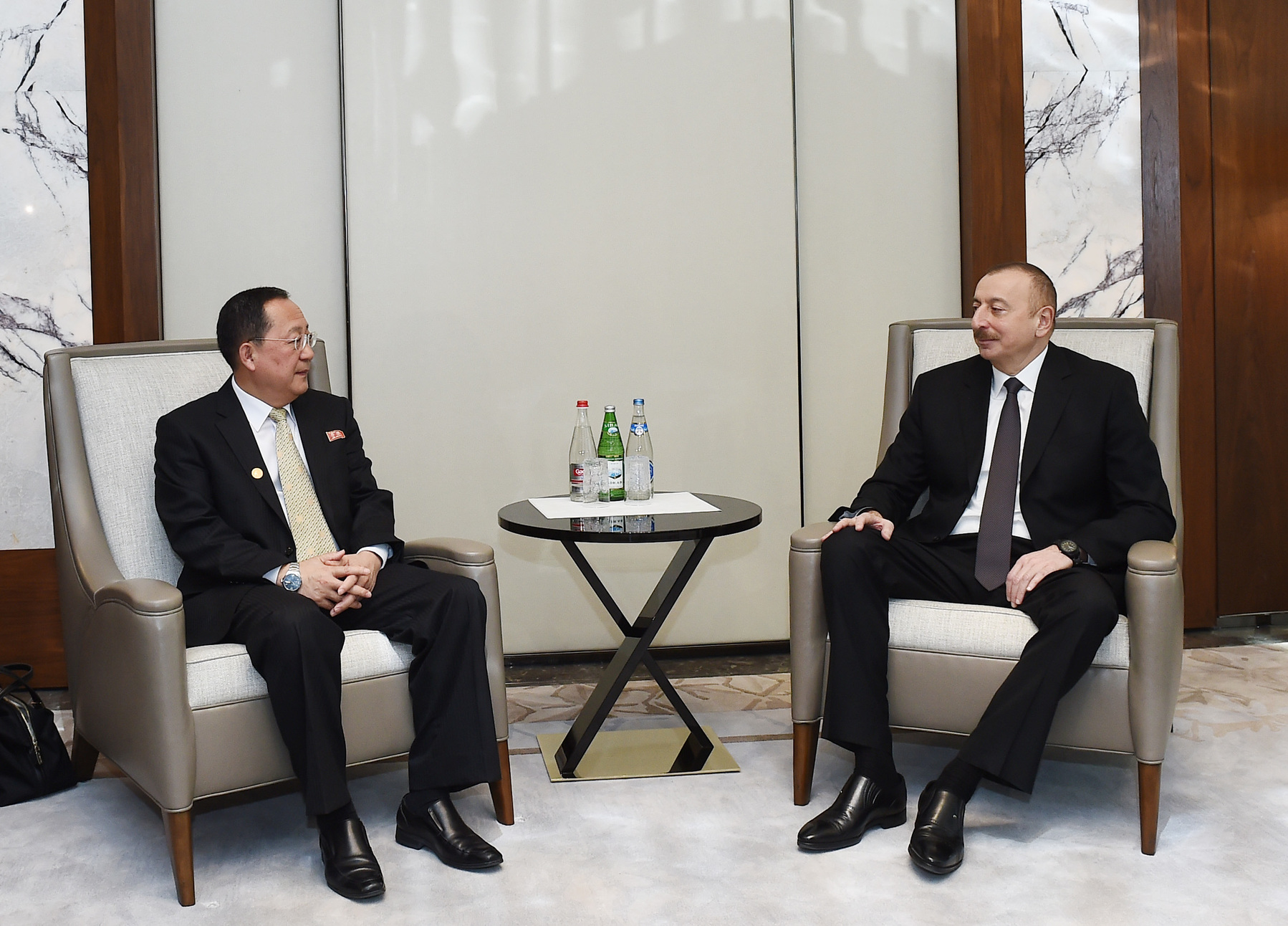
Ri với Tổng thống Cộng hòa Azerbaijan Ilham Aliyev năm 2018

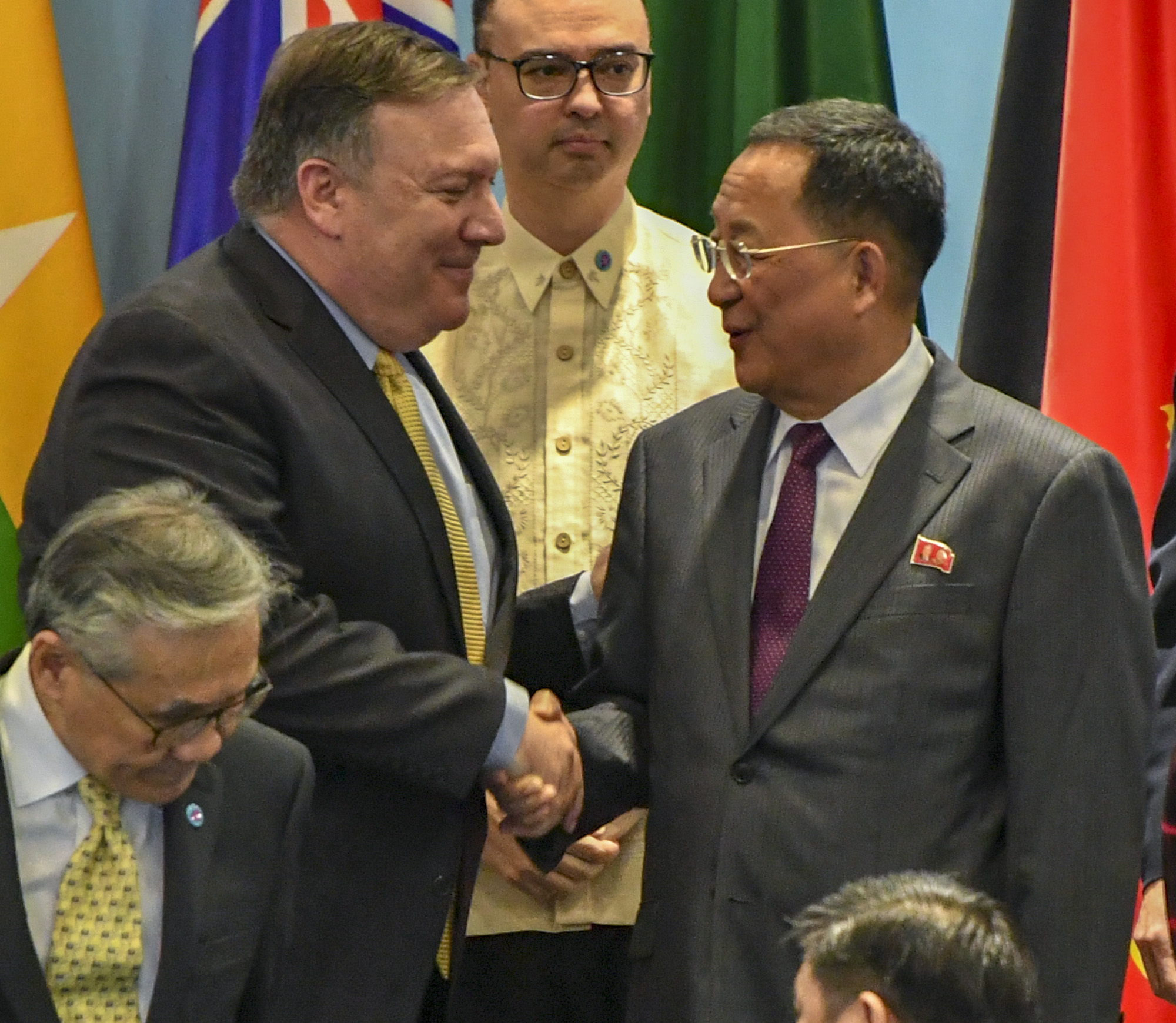
Ri gặp Ngoại trưởng Hoa Kỳ Mike Pompeo tháng 8 năm 2018

Ri là nhà ngoại giao chuyên nghiệp, với hơn 30 năm trong ngành ngoại giao. Thành thạo tiếng Anh, ông được mô tả là "một nhà đàm phán khéo léo". Ri có kinh nghiệm đặc biệt sâu rộng trong việc đàm phán với Hoa Kỳ về vấn đề chương trình hạt nhân của Bắc Triều Tiên.
Ri gia nhập Bộ Ngoại giao Bắc Triều Tiên năm 1978. Năm 1979, ông trở thành bí thư tại Đại sứ quán Bắc Triều Tiên ở Zimbabwe trong bốn năm. Từ năm 1985 đến năm 1988, ông giữ chức bí thư tại Đại sứ quán Bắc Triều Tiên ở Thụy Điển.
Sau vị trí công tác ở Thụy Điển, Ri trở lại Bộ Ngoại giao Bắc Triều Tiên năm 1988, nơi ông là lãnh đạo, người giám sát và phó giám đốc của Cục các tổ chức quốc tế, Bộ Ngoại giao. Vị trí công tác này cho phép ông tham gia vào các cuộc đàm phán với Hoa Kỳ. Năm 1995, ông được thăng chức Tham tán tại Bộ Ngoại giao. Vào thời điểm đó, ông được mô tả là bạn đồng minh thân thiết của Kang Sok-ju. Ông tham gia các cuộc đàm phán trực tiếp với Hoa Kỳ trong những năm 1990. Tháng 10 năm 2000, Ri là Đại sứ lưu động tháp tùng Jo Myong-rok đến đàm phán ở Washington. Trong những năm 2000, ông giữ chức Đại sứ ở các quốc gia Tây Âu, ông là Đại sứ tại Vương quốc Anh từ năm 2003 đến năm 2007. Ngày 23 tháng 9 năm 2010, Ri được bổ nhiệm làm Thứ trưởng Bộ Ngoại giao Bắc Triều Tiên, từng là cấp phó của Bộ trưởng Ngoại giao Ri Su-yong, người giữ chức Ngoại trưởng Bắc Triều Tiên nhiệm kỳ 2014-2016. Ri là đại diện dẫn đầu của Bắc Triều Tiên tại Đàm phán Sáu bên năm 2011. Đội của Ri đã đàm phán "Thỏa thuận Ngày nhuận" trong Đàm phán Sáu bên. Năm 2011, Ri gặp những nhà đàm phán Hàn Quốc ở Bali để môi giới một thỏa thuận tiếp tục cuộc đàm phán giải trừ vũ khí hạt nhân.
Tháng 3 năm 2014, ông được bầu làm đại biểu Hội đồng Nhân dân Tối cao khóa XIII. Ngày 9 tháng 5 năm 2016, Ri được bổ nhiệm làm Bộ trưởng Bộ Ngoại giao Bắc Triều Tiên. Sự thăng chức đối với Ri đến sau Đại hội đại biểu lần thứ VII Đảng Lao động Triều Tiên, mà tại đại hội đại biểu lần thứ VII của Đảng, Ri đã được bầu làm Ủy viên chính thức Ủy ban Trung ương Đảng Lao động Triều Tiên và Ủy viên dự khuyết Bộ Chính trị Đảng Lao động Triều Tiên. Trước đây, từ ngày 28 tháng 9 năm 2010, ông là Ủy viên dự khuyết Ủy ban Trung ương Đảng Lao động Triều Tiên.
Ngày 7 tháng 10 năm 2017, tại hội nghị toàn thể lần thứ hai của Ủy ban Trung ương Đảng Lao động Triều Tiên được tổ chức ở Bình Nhưỡng, Ri được bầu làm Ủy viên Bộ Chính trị Đảng Lao động Triều Tiên.